# Kanae Meguro
Kanae Meguro (jap. 目黒 香苗 Meguro Kanae; ur. 9 września 1978 w Inawashiro, w prefekturze Fukushima) – japońska biathlonistka.
Jej największym sukcesem jest 16. miejsce w sztafecie w czasie Zimowych Igrzysk Olimpijskich w 2006 roku.

## Osiągnięcia

### Igrzyska Olimpijskie
| Rok  | Miejsce                  | IN | SP | PU | MS | RL |
| 2006 | Turyn/Cesana San Sicario | 37 | 64 |    |    | 16 |

### Mistrzostwa Świata
| Rok  | Miejsce    | IN | SP | PU | MS | RL |
| 2004 | Oberhof    | 48 | 42 | 29 |    | 16 |
| 2005 | Hochfilzen | 69 | 17 | 33 |    | 17 |

IN – bieg indywidualny, SP – sprint, PU – bieg pościgowy, MS – bieg ze startu wspólnego, RL – sztafeta

### Puchar Świata
| Sezon     | Miejsce |
| --------- | ------- |
| 2003/2004 | 37.     |
| 2004/2005 | 53.     |
| 2005/2006 | 66.     |